# Секст Юлий Африкан
Секст Юлий Африкан (лат. Sextus Julius Africanus, греч. Ιούλιος Αφρικανός; ок. 160, Иерусалим — ок. 240) — раннехристианский грекоязычный писатель, один из первых христианских историков. Сочинения Юлия Африкана включены в 10-й том Patrologia Graeca.
Происходил из семьи римских колонистов (византийская энциклопедия Суда называет его «ливийским философом»), в период службы в армии Септимия Севера был участником сирийского похода 195 года. Был префектом города Эммаус. В Риме, по поручению императора Александра Севера, им была основана общественная библиотека и написана энциклопедия «Узоры» (греч. Κεστοί), содержащая сведения из области естественных наук и военной тактики. Энциклопедия сохранилась лишь во фрагментах в составе оксиринхских текстов. Она настолько поражала своим вздорным содержанием исследователей, что предпринимались даже попытки приписать это сочинение какому-то неизвестному Африкану «язычнику».
Юлий был знаком с Оригеном и Аристидом, сохранились два его письма к ним. В письме к Оригену он поддерживает версию позднего происхождения истории Сусанны (Дан. 13), а к Аристиду он пишет о родословии Иисуса Христа (письмо к Аристиду известно по фрагментам, цитируемым Евсевием Кесарийским). Евсевий в своей церковной истории делает краткий, но благоприятный отзыв о своём предшественнике. Он называет его: «немаловажным историком».
Наиболее значительным произведением Юлия является пятитомная «Хронография» (Chronografiai). Она сохранилась во фрагментах у Евсевия и Иеронима. В ней Юлий приводит хронологию библейской и политической истории мира от его сотворения до 221 года н.э. По мнению Юлия мир был создан в 5531 году до рождения Христа и должен был существовать в течение 6000 лет.